# Горний Айдовець
Горний Айдовець (словен. Gornji Ajdovec) — поселення в общині Жужемберк, регіон Південно-Східна Словенія, Словенія. Висота над рівнем моря: 454,9 м.